# Aggregaat (document)
Een aggregaat is een uit verschillende delen samengesteld document of verzameling documenten die als samenstelling  auteursrechtelijk behandeld wordt. Het begrip aggregaat is van belang bij het in licentie geven van documenten, zoals onder de GNU Vrije Documentatie Licentie (GFDL).